# 超期羁押
超期羁押是根据《中华人民共和国刑事诉讼法》，对犯罪嫌疑人、被告人在侦查、审查起诉、审判阶段的羁押时间超过法律规定羁押期限之违法行为。犯罪嫌疑人、被告人被羁押超过五年，案件仍然处于侦查、审查起诉、一审、二审阶段的，为久押不决案件。久押不决案件可能同时存在超期羁押，也可能经过合法手续批准不存在超期羁押。
根据《中华人民共和国刑事诉讼法》，侦查机关对犯罪嫌疑人的刑事拘留最长期限为30天，此外还可以有最长7天的提请逮捕审查期限。案件从公安机关转到检察院、法院，要依法履行“换押”手续，由各阶段的办案机构重新决定刑事强制措施。
发现犯罪嫌疑人、被告人被超期羁押后，看守所如果没有及时书面报告人民检察院并通知办案机关的，派驻看守所检察室应当报经检察长批准，以本院名义向看守所发出《纠正违法通知书》。
办案人员重实体而轻程序，重视惩治犯罪而忽视嫌疑人合法权利是出现超期羁押的主要原因。

## 谢洪武超期羁押28年案
1974年6月24日，广西玉林兴业县高峰乡农民谢洪武被公安部门以私藏反动传单为由送入看守所。在之后的28年里没有经历任何审判程序，除了一张1974年6月由当时县公安局局长签发的居留证外，没有任何其他物件。1974年后历任看守所所长甚至不知道谢为何被关押。1999年谢因“精神衰竭症”出狱治疗，但身份依然属于“在押犯人”，经过其亲属和法律援助的努力，2003年终于被释放，同年8月2日，谢案被认定为错误拘留，谢洪武获得国家赔偿639853.84元。
此案的解决过程，引起了国家高层注意，同年11月12日，最高人民法院、最高人民检察院、公安部联合发出通知，要求严格执行刑事诉讼法，切实纠防超期羁押现象，有罪依法追究，无罪依法放人。
。
2003年共纠正超期羁押25736人，截止2007年，新发生的超期羁押已从2002年的43438人次下降到43人次。